# おいり (鳥取県)
おいりは鳥取県東部（因幡地方）で作られ、ひな祭りの際によく食される家庭料理。

## 製法
- 干した飯を炒り、水飴を絡めて丸めたお菓子である。玄米で作られているもの、ポン菓子で作られているもの、メリケン粉で作られているものなど、さまざまな種類がある。製造過程で米を炒っているところから「おいり」と名付けられたとされる。材料・製法とも雛あられに似ているが、おいりは雛あられと違って、水飴で固められているし、色も雛あられのように着色されてはいない。
- 以前は、残したご飯がもったいないからと、洗って干した飯を使って、各家庭で作ったお菓子だった。家によってはかき餅を入れるなどして、それぞれの家庭だけの独自のおいりが作られていた。

## ひな祭りとおいり
- 鳥取県東部には旧暦3月3日にひな祭りを祝う習慣が残っているが、ひな祭りの際においりが食される。鳥取市内のスーパーマーケットにも2月頃からおいりが置かれるようになり、4月上旬頃までよく食されている。